# Aranycsíz

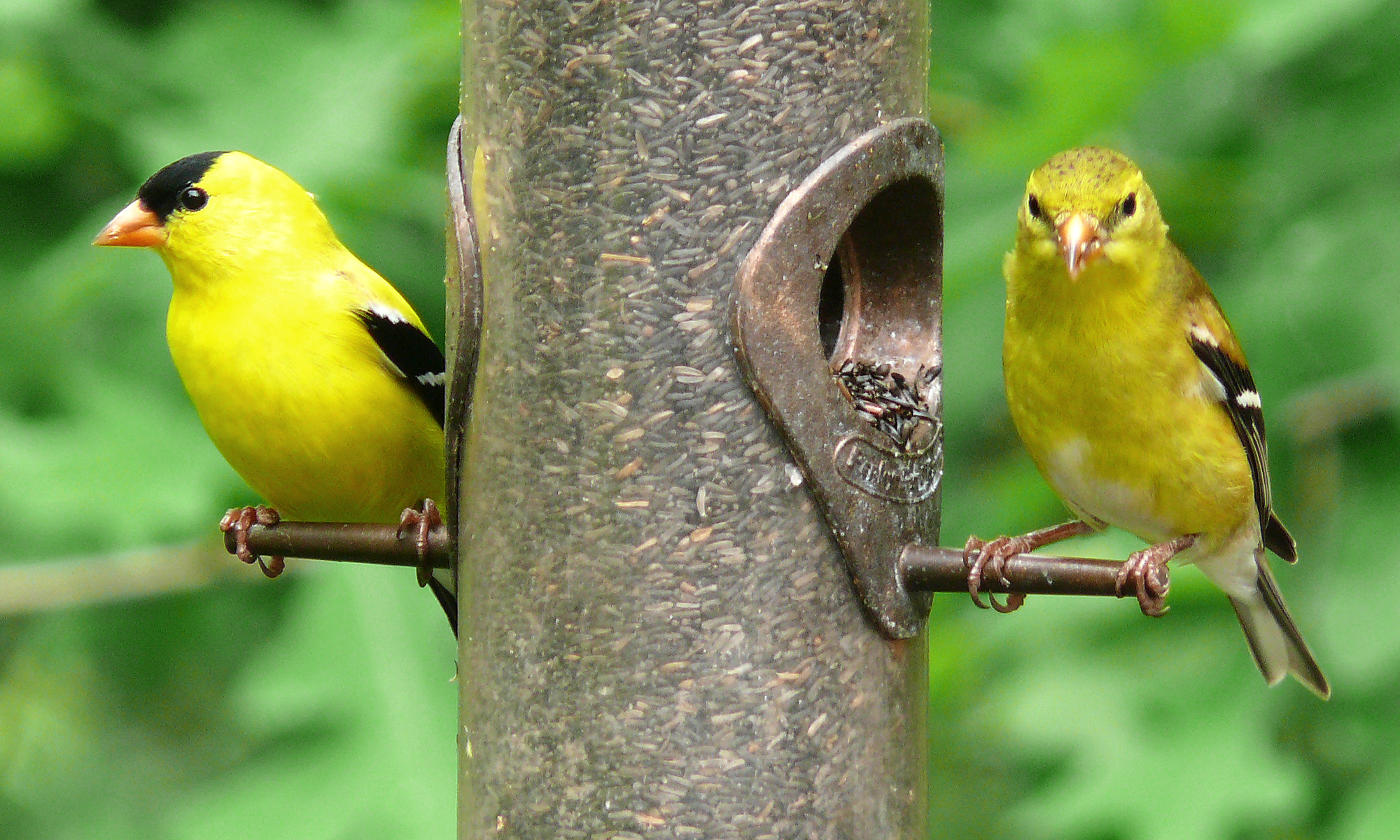
Hím (balra) és tojó (jobbra)

Az aranycsíz, vagy más néven amerikai aranypinty illetve gyászos csíz (Spinus tristis) a verébalakúak (Passeriformes) rendjében a kúpcsőrűek (Carduelinae) alcsaládjába sorolt Spinus nemben az amerikai csízek egyik faja.

## Származása, elterjedése
Észak-Amerikában Kanada déli részén, az Amerikai Egyesült Államokban az északi határvidék kivételével szinte mindenütt előfordul és telelni Mexikó északi részére is elvonul.
AZ USA tagállamai közül Iowa, New Jersey és Washington államoknak a hivatalos madara.

## Alfajai
Az aranycsíznek négy elismert alfaja van.
- Spinus tristis tristis – A leggyakoribb és a legnagyobb területen elterjedt alfaj. A nyári időszakban Kanada déli részétől délre Colorado államig és Dél-Karolináig fordul elő. Telente Florida déli részéig és Mexikó középső részéig vonul.
- Spinus tristis pallidus – Teste világosabb sárga, a hímek sapkája nagyobb kiterjedésű. Valamivel nagyobb is, mint az alapfaj. Nyáron Brit-Kolumbiától kezdve Ontario nyugati részéig és délre Colorado államig fordul elő. Télre Kalifornia északi részéig és Mexikó északi területeiig elvonul.
- Spinus tristis jewetti – A legkisebb és a legsötétebb alfaj. A Cascade-hegységben honos, Brit-Kolumbia déli részétől Kalifornia középső részéig.
- Gyászos csíz (Spinus tristis salicamans) – A Sierra Nevada területén fordul elő nyáron, míg télen a Mojave-sivatagban és a Coloradoi-sivatagban fordul elő. Nyáron mindkét ivar színezete barnásabb, mint a többi alfajé, és hím fekete sapkája is kisebb.

## Megjelenése, felépítése
11,5–14 cm hosszú, ragyogó citromsárga, rendkívül dekoratív madár. Tollazata nagyobbrészt zöldes aranyszínű, de a fejtető, a farka és a szárnya fekete. Alsó farkfedői fehérek, a farcsíkban és a mélyfekete evezőkben is egy keskeny fehér csíkkal. Viszonylag rövid farka is fekete, de matt, a vége felé szürkén fátyolos. Homlokának fekete tollazata a kantárral egybefolyva a fejtetőn összeszűkülő sapkának látszik. Csőr sárgás, lába bézs színű.
Füttye kellemes hangú.
A tojók barnás olajsárgák – ahol a hím fekete, ott a tojó sötétbarna.

## Életmódja, élőhelye
A ritkás facsoportokkal, bokrokkal tarkított mezőségeket kedveli, ahol a költési időn kívül kisebb-nagyobb csapatokban él.
Főként apró magvakkal táplálkozik, de a fiókák neveléséhez a család többi tagjához hasonlóan kisebb rovarokra is szüksége van.

### Szaporodása
A fészket a hím rendszerint sűrű bokorba, a földhöz viszonylag közel rakja puha füvekből, és azt pehelytollakkal, szőrökkel lágyabb, selymesebb növényi részekkel béleli.
A tojó 13–14 napig ül 4–6, barnával pettyezett kékes-zöldes tojásán. Eközben a hím eteti, majd közösen táplálják a fiókákat. Azok rendszerint a 13-14. napon repülnek ki, de egy ideig még utána is rászorulnak szüleik gondoskodására.
Eredeti élőhelyén évente háromszor költ. Szép násztáncát először 1790-ben írták le.
Télre a hímek is a tojók jellegtelenebb tollruháját öltik fel.

## Képek

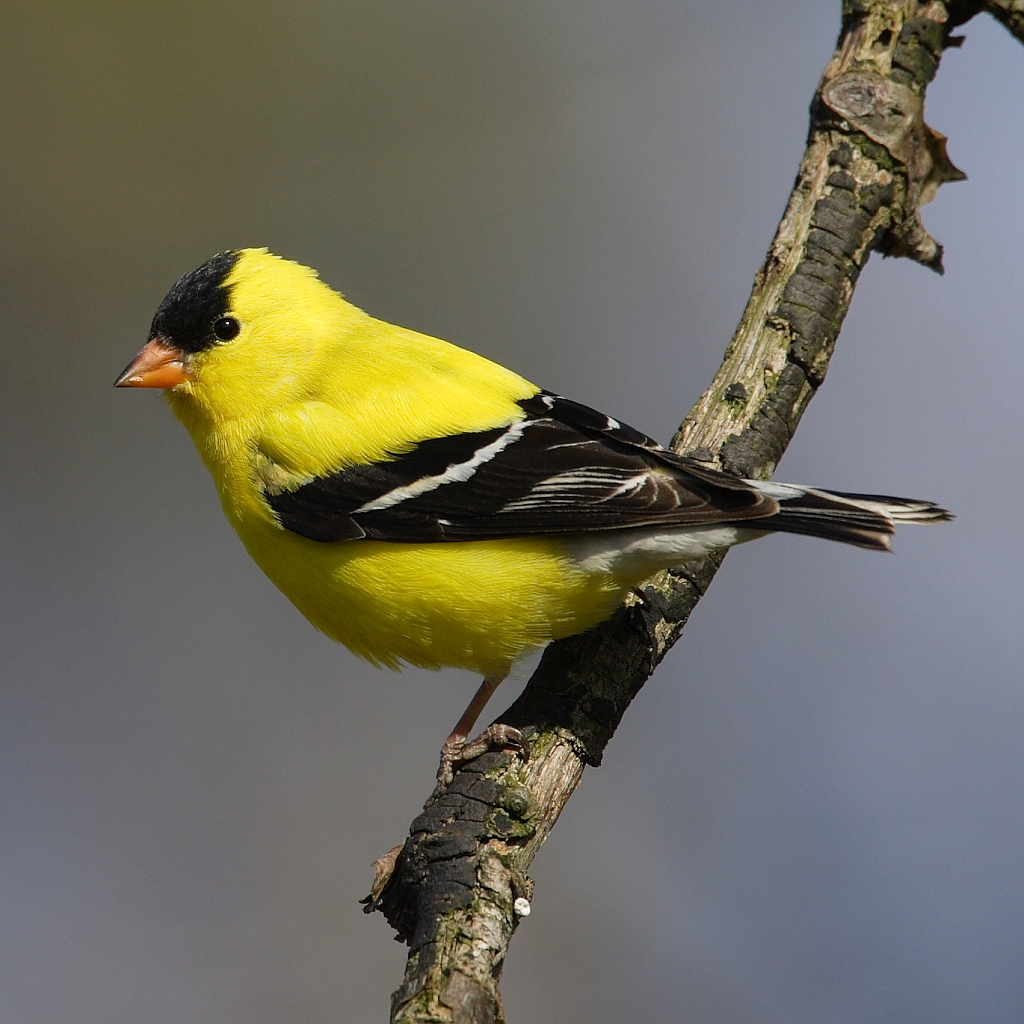
Hím nyári tollruhában
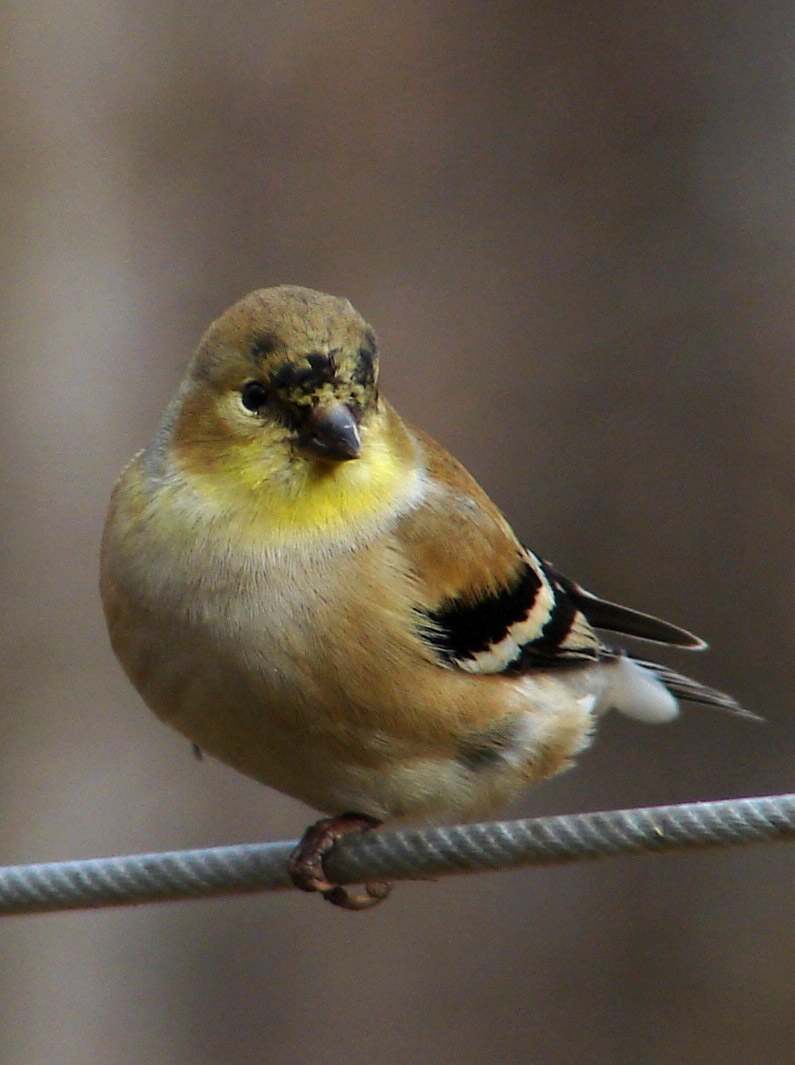
Hím téli tollruhában
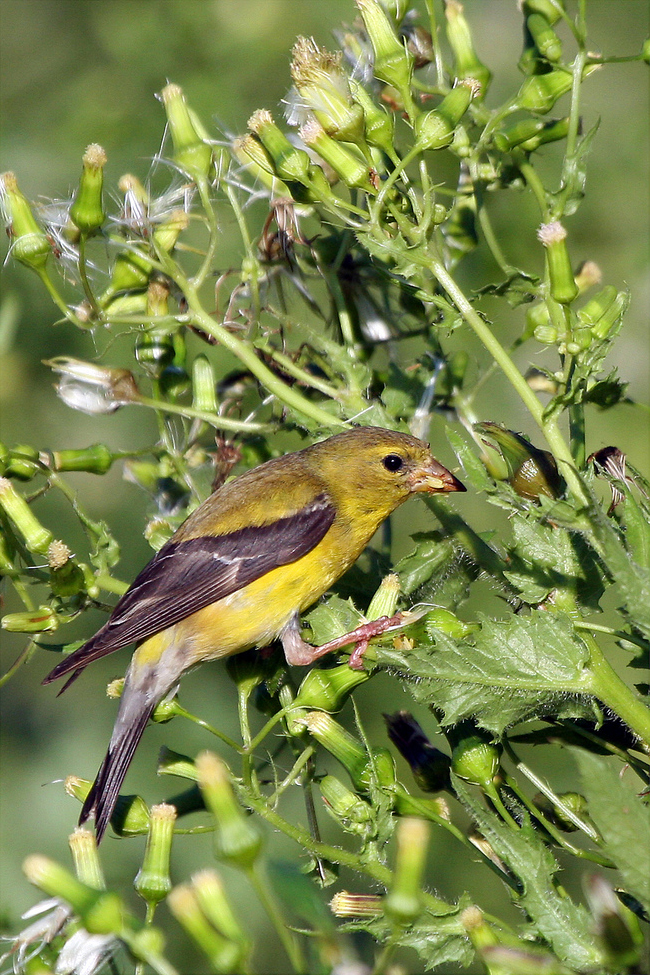
Tojó